# NGC 472
NGC 472 es una galaxia espiral de la constelación de Piscis.
Fue descubierta el 29 de agosto de 1862 por el astrónomo Heinrich Louis d'Arrest.